# 王佐书
王佐书（1947年9月—），男，北京人，中华人民共和国政治人物，中国民主促进会中央委员会原副主席，第十至十二届全国人大常委会委员。

## 生平
王佐书自北京市第三十四中学高三毕业后，1967年12月到黑龙江省绥滨农场工作。在绥滨农场第21生产队，他很快成了一名木匠。1972年秋，因木匠手艺精湛、工作出色，他从绥滨农场第21生产队调入绥滨农场医院木工房工作。1978年3月，他考入哈尔滨师范大学化学系。1982年，自哈尔滨师范大学化学系毕业，获学士学位。此后历任哈尔滨师范大学化学系讲师、教授，1987年6月任化学系副系主任。1992年5月任哈尔滨师范大学校长助理。1993年2月任哈尔滨师范大学副校长。1997年4月任哈尔滨师范大学校长。
1989年5月，王佐书加入中国民主促进会。1995年4月任中国民主促进会黑龙江省委副主委。1997年5月任中国民主促进会黑龙江省委主委。
1998年春，王佐书高票当选黑龙江省人民政府副省长，分管卫生工作。他在1998年夏的嫩江、松花江流域特大洪灾中，亲自走遍了黑龙江省确定的22个重灾县（市），指导防疫工作。任内，他大力纠正卫生系统的不正之风，亲自暗访了许多医院、门诊，对发现的问题及时处理，这对黑龙江省全省医疗系统震动很大。
2002年12月，他当选为中国民主促进会中央专职副主席。2009年8月，中华职业教育社第十次全国代表大会召开，他出任中华职业教育社第十届理事会副理事长。
王佐书是第八、九届全国政协委员，第十届全国人大常委会委员，财经委员会委员。第十一届全国人大常委会委员，教科文卫委员会副主任委员。第十二届全国人大常委会委员。他还享受国务院特殊津贴。

## 著作
- 《论中国民主党派的政治交接》
- 《参政议政研究》
- 《中国文化战略与安全研究》
- 《构建社会主义和谐社会的软实力》
- 《中国民主党派与和谐社会》
- 《向课堂教学要质量》
- 《学与教的理论与实践》
- 《站在制高点上的中国企业家》[1]
- 《中国民办教育发展报告》[2]